# Sello de Ginebra

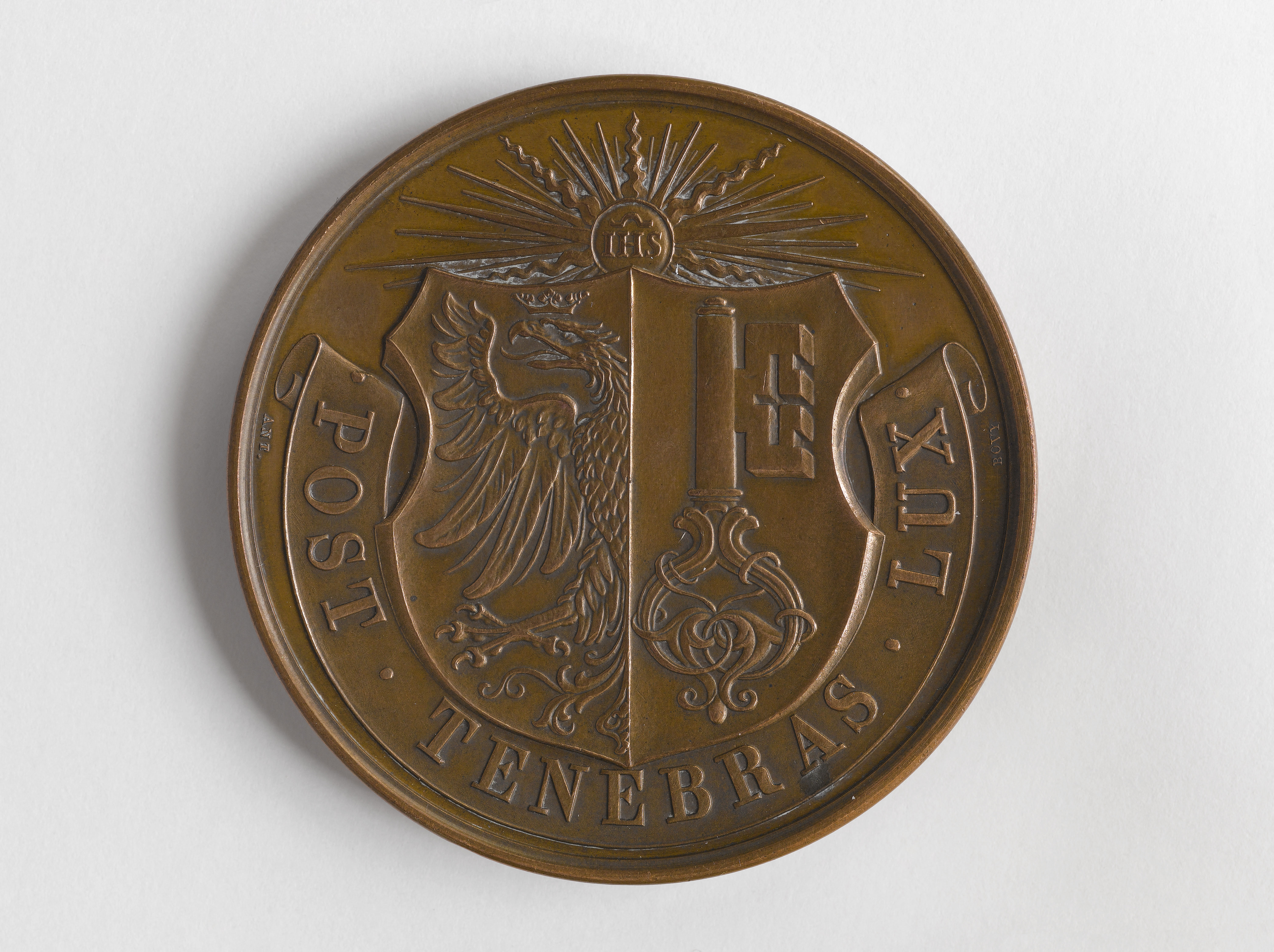
El Sello de Ginebra grabado en una medalla de bronce

El Sello de Ginebra, Geneva Seal (inglés), Poinçon de Genève (francés), o Genfer Siegel (alemán) es el sello oficial de la ciudad y Cantón de Ginebra, Suiza. Una variante del sello oficial se aplica a los movimientos de los relojes de pulsera, de forma que el sello de calidad de la Escuela Horologica de Ginebra tiene un propósito oficial, definido por la ley.
El término es usualmente traducido incorrectamente del francés como "Geneva hallmark", ya que la palabra francesa poinçon significa «punzón». Sin embargo, el término hallmark hace referencia a un sello oficial que acredita la fineza de un objeto de metal precioso. En este contexto la traducción alemana de hallmark, es "stempel" o "stamp" y puede ser de ayuda para promover el entendimiento y distinción de los términos. El motivo del Sello de Ginebra es el cuño del Cantón de Ginebra, lo que se vuelve evidente a partir de su traducción del alemán. Como el lector puede recordar, los idiomas oficiales de Suiza son el alemán, francés, italiano y romanche (usados en ese orden).
Pero el problema de la traducción aun es cuestión de debate porque el término usado por Timelab es el "Hallmark de Ginebra". Timelab es una organización que está compuesta por un centro de certificaciones (Hallmark de Ginebra, COSC, cronómetraje del deporte) y un centro para la investigación y el desarrollo.
El Sello de Ginebra en horología, es una certificación reservada para movimientos de reloj de pulsera fabricados en la Ciudad o en el Cantón de Ginebra.
Aunque forma parte de la decoración y el acabado del movimiento, el sello está considerado como un alto símbolo en la industria. Las pruebas de precisión, no preceptivas, son una opción al proceso de inspección. 

## Generalidades del Sello de Ginebra
El Sello de Ginebra es el sello de calidad de la Ciudad y el Cantón de Ginebra. Es una certificación reservada para los movimientos de relojes de pulsera y bolsillo, hechos en la Ciudad o Cantón de Ginebra. A pesar de que está enfocado principalmente con el acabado y decoración del movimiento del reloj, está considerado como un alto símbolo en la industria. Pruebas de precisión, sin embargo, es una opción en el proceso de inspección. Entre los fabricantes de Ginebra que regularmente envían sus movimientos para la certificación del Sello de Ginebra, están: Cartier, Chopard, Roger Dubuis y Vacheron & Constantin.
Este sello de calidad ha sido autorizado desde la habilitación de la promulgación en 1886. De conformidad a la ley, solo los relojes pueden llevar el sello. El sello está enfocado a la calidad y acabado del movimiento del reloj, sin embargo, no aborda la precisión del mecanismo. El sello es otorgado a los relojes únicamente luego de un "examen oficial" que discierne si el movimiento del reloj posee todas las características requeridas. Las características requieren, como mínimo, que el reloj haya sido fabricado por un relojero calificado de la Ciudad o Cantón de Ginebra.
Una certificación similar Qualité Fleurier o Fleurier Quality que se inició el 5 de junio de 2001, incluye pruebas de precisión.
Participantes de esta certificación son: Bovet Fleurier, Chopard, Parmigiani Fleurier y Vaucher Manufacture Fleurier.

## La ley

### Legislación
Actualmente existen dos leyes concernientes al Sello de Ginebra. La primera se titula Loi sur le contrôle facultatif des montres (Ley sobre la inspección voluntaria de relojes [de Ginebra]). Este es el estatuto que da pie al Sello de Ginebra.

### Regulaciones específicas
La segunda parte de legislación se titula Règlement sur le contrôle facultatif des montres de Genève (Regulaciones para la inspección voluntaria de relojes de Ginebra); estas son las regulaciones que establecen los criterios para la adjudicación del sello. Estas leyes han pasado por revisiones desde su promulgación inicial. Las últimas revisiones fueron en enero de 1994.

## La metodología del sistema de inspección

### La Oficina de Inspección en la Escuela de Relojería
La metodología de la inspección voluntaria requiere que los relojes sean enviados a la Escuela de Relojería de Ginebra. La "Oficina para la Inspección Voluntaria de Relojes de Ginebra" ha sido, como cuestión de derecho, ubicada en la escuela desde el inicio del sello.

### Antecedentes de los inspectores
Para evitar apariencia de impropiedad, los inspectores deben ser ciudadanos suizos, deben hacer un voto de renuncia de labores de su oficina con fidelidad y no deben tener conflictos de interés, i.e.: no comercializar con relojes. Estas obligaciones, de los inspectores, sirven para garantizar la propia conducta de las inspecciones y la atribución de los sellos.

## Los puntos claves que permiten el estatuto
El estatuto original, Loi sur le contrôle facultatif des montres (Ley sobre el Control Voluntario de Relojes), fue promulgado el 6 de noviembre de 1886, y fue enmendada el 27 de mayo de 1891, el 15 de noviembre de 1958, y el 9 de diciembre de 1959.
Establece, en el Cantón de Ginebra, una oficina para la inspección voluntaria de relojes de Ginebra en la Escuela de Horología para examinar y marcar los movimientos de los relojes. En general, los relojes pueden ser marcados luego del examen, si se reconoce que toda la ejecución del trabajo sea de calidad, asegurando la uniformidad y durabilidad de dicho trabajo, como mínimo debe ser hecho por una comisión de trabajadores viviendo en el Cantón de Ginebra.
Las regulaciones actuales, requerimientos o criterios están contenidos en otra pieza de legislación. Estas regulaciones contienen 12 criterios requeridos por el movimiento para poder obtener el sello. En el texto de la regulación, con fecha 22 de diciembre de 1993, siendo efectivos los requerimientos o especificaciones el 6 de enero de 1994. Solo los relojes mecánicos que fueron ensamblados en la Ciudad o Cantón de Ginebra pueden ser enviados para optar a obtener el sello; los fabricantes deben certificar este hecho. Existen doce (12) criterios para la calidad de todos los componentes y su acabado.
Todo el trabajo de los componentes del movimiento, incluyendo las complicaciones deben cumplir con los requerimientos de la oficina para la inspección opcional. Solo si se cumplen todos los criterios el reloj puede recibir el sello.

## El texto traducido de Regulaciones Específicas para el Sello de Ginebra de Movimientos de Reloj
22 de diciembre de 1993, (efectivo el 6 de enero de 1994)
Reglas de la Inspección Voluntaria de Relojes de Ginebra
El Consejo del Estado de la República y Cantón de Ginebra, considerando la ley del 6 de noviembre de 1886, instituyendo, en el Cantón, una oficina de control voluntario de relojes de Ginebra; considerando sus regulaciones de este día, concerniendo la organización de la oficina del control voluntario de relojes de Ginebra, decreta:

### Art. 1 Requerimientos de admisión
1. Los movimientos mecánicos de relojes construidos en concordancia con las mejores prácticas de la industria relojera y cuya construcción esta en conformidad con las direcciones dadas al controlador para establecer el nivel mínimo requerido de buena manufactura.
2. Es requerido que el ensamble y ajustes sean realizados en el Cantón de Ginebra. La garantía del trabajo debe ser atestiguado por una forma firmada por el remitente o fabricante. Esta forma debe ir acompañada por el movimiento presentado para inspección.
3. Los movimientos con el Sello de Ginebra deben ser numerados.

### Art. 2 Casos dudosos
Los superintendentes asisten al inspector en el caso de relojes dudosos presentados para su inspección.

### Art. 4 Requerimientos técnicos
1. La buena mano de obra en todas las partes del calibre, incluyendo aquellos mecanismos adicionales, deben estar en conformidad con los requerimientos de la oficina de inspección voluntaria de relojes de Ginebra. Las partes de acero deben tener ángulos pulidos y sus superficies pulidas deben ser suavizadas. Las cabezas de tornillos deben estar pulidos, con sus ranuras y bordes biselados.
Joyería
2. El movimiento completo debe tener joyas de ruby colocados en agujeros pulidos, incluyendo los que van en el eje y escape. En el lado del puente, las joyas deben ser perforadoscon sumideros pulidos. Joyas en la placa central, no son necesarias.
Regulaciones de sistemas
3. El resorte debe ir clavado en una placa ranurada con un clavo teniendo el cuello y tapa redondos. Clavos móviles son permitidos.
4. Índices separados o fijos son permitidos son un sistema de soporte, excepto con calibres extra delgados, en donde el sistema de soporte no es requerido.
5. Sistemas reguladores con balance, con radio de giro variable son permitidos, siempre y cuando satisfagan las condiciones del artículo 3, subparrafo 1.
Volante
6. Los volantes del tren deben estar biselados y pulidos. En volantes de 0.15mm de grosor o menos, solo es permitido un bisel del lado del puente.
7. En ensambles de volante, los vástagos de giro y las caras de las hojas de piñón deben estar pulidas.
Escape
8. El volante de escape debe ser liviano, no más de 0.16mm de grosor, en calibres grandes, y 0.13mm en calibres debajo de 18mm, y sus caras deben estar pulidas.
9. El ángulo transversal de la palanca de paleta tiene que estar limitada por paredes fijas y no pines o clavos.
Protección de impacto
10. Movimientos con protección de impacto son aceptados.
Mecánismo de cuerda
11. El ratchet y volante de la corona deben estar terminados en concordancia a patrones registrados.
Resortes
12. Resortes de alambre no son permitidos.

### Art. 4 Personal en cargo de la inspección
El controlador y sus agentes son los únicos encargados de colocar el sello. Ellos deben cumplir con las decisiones de la comisión de vigilancia.

### Art. 5 Puesta del sello
1. El sello debe ser colocado en la placa principal y uno de los puentes, excepto que exista una imposibilidad técnica. El sitio puede variar de acuerdo al calibre.
2. Por excepción, puede ser fijado en un movimiento terminado.

### Art. 6 Requerimientos para obtener el boletín de calificación
1. A petición del fabricante, se puede solicitar un boletín complementario al Sello de Ginebra.
2. Los criterios para obtener el boletín de calificación están definidos en los estándares NIHS 95-11 (a/k/a ISO 3159) para cronómetros.
3. Estos boletines son otorgados a través de la oficina de Ginebra de COSC.

### Art. 7 Cronómetros
Los relojes que, exitosamente, hayan aprobados los exámenes de calificación pueden obtener el título de cronómetro

### Art. 8 Cláusula de rescisión
Las regulaciones de la inspección voluntaria de relojes de Ginebra, queda derogada el 5 de abril de 1957.

### El nombreGinebraen la esfera del reloj
Aparte del Sello de Ginebra, algunos relojes llevan el nombre "Ginebra" o "Genève" en sus esferas. El uso del nombre Ginebra en la esfera del reloj está regida por el "Bureau de contrôle des Montres de Genève." Para usar este emblema, el reloj debe estar hecho en Suiza y al menos, una de las mayores operaciones de fabricación, ya sea el ensamble del movimiento o la inserción del movimiento en la caja, debe de ser realizado en el Cantón de Ginebra, por lo que al menos el 50% del costo total de producción se debe incurrir ahí.